# Cegielnia (Machory)
Cegielnia – osada wsi Machory w województwie świętokrzyskim, w powiecie koneckim, w gminie Ruda Maleniecka.
Wierni Kościoła rzymskokatolickiego należą do parafii Niepokalanego Serca NMP w Machorach.